# Raymon van der Biezen
Raymon van der Biezen (Heesch, 14 de enero de 1987) es un deportista neerlandés que compite en ciclismo en la modalidad de BMX. Ganó dos medallas de oro en el Campeonato Europeo de Ciclismo BMX, en los años 2010 y 2016.

## Palmarés internacional
| Campeonato Europeo | Campeonato Europeo | Campeonato Europeo | Campeonato Europeo |
| Año                | Lugar              | Medalla            | Competición        |
| ------------------ | ------------------ | ------------------ | ------------------ |
| 2010               | Sandnes (Noruega)  | Medalla de oro     | Carrera            |
| 2016               | Verona (Italia)    | Medalla de oro     | Carrera            |